# De Koperen Vis
De Koperen Vis is een gebouw aan de Havenstraat 1 waarin vanaf 1894 in het achtergedeelte de joodse synagoge was gevestigd. Het pand staat in de Noord-Hollandse plaats Monnickendam.

## Geschiedenis
In 1814 werd op deze plaats in de Nieuwe Steeg, aan de achterzijde van het pand Nieuwehaven 1, een joodse synagoge gesticht. Het gebouw ging op 27 maart 1894 door brand verloren. De synagoge werd herbouwd naar een ontwerp van de architect E.M. Rood. De eerste steen werd op 7 juni 1894 door de Monnickerdammer slager Abraham Emanuel Leuw gelegd. De synagoge werd op 26 september 1894 ingewijd. In het voorste gedeelte van het pand, aan de Havenstraat, was een koosjere slagerij gevestigd. De synagoge heeft tot 1932 gefungeerd als huis van de samenkomst. Omdat het aantal joodse inwoners sterk was verminderd werd de synagoge vanaf dat jaar alleen nog maar incidenteel gebruikt op Joodse feestdagen. In de Tweede Wereldoorlog werden de overgebleven joodse inwoners van Monnickendam voor het merendeel door de Duitse bezetter gedeporteerd en vermoord. In 1950 werd de synagoge verkocht en kwam er een disco in het gebouw. Sinds 2007 is er een eetcafé, "De Koperen Vis", in het pand gevestigd.
Het pand is, als religieus erfgoed, erkend als een gemeentelijk monument.